# نبو-نادین-زری
نبو-نادین-زری (Nabû-nādin-zēri)، از پادشاهان بابلی سلاله نهم  پسر و جانشین نبو ناصر که از ۷۳۳ تا ۷۳۲ قبل از میلاد حکومت کرده‌است. او تنها پادشاه بابل است به جای پدرش به سلطنت رسیده است. 

## دوران سلطنت
جلوس او به تخت سلطنت بابل، اندکی پس از اولین یورش‌ها و تاخت و تازهای امپراتوری جسارت یافته آشور نو بود. او یکی از پادشاهان بابل است که با تیگلات-پیلسر سوم معاصر بوده‌است؛ پادشاه آشوری که قرار بود بعدها در سال ۷۲۹ پ.م. بابل را فتح کند. نبو نادین زری در سال دوم سلطنتش در اثر شورشی به رهبری یک مقام ایالتی به نام نبو-شوم-اوکین (دوم) از سلطنت ساقط و کشته شد. 
هیچ نوشته یا مدرکی از دوره پادشاهی وی به دست ما نرسیده است. سرنگونی او و سلسله اش و به قدرت رسیدن یک شورشی در بابل، ممکن است عذر و بهانه کافی را برای تیگلت‌پیلسر سوم جهت حمله به بابل فراهم آورده باشد.